# Adèle d'Osmond
Adélaïde Charlotte Louise Éléonore d'Osmond, detta Adèle e, da sposata, contessa di Boigne (Versailles, 1781 – Parigi, 1866), è stata una nobile francese.
Dopo aver vissuto a Londra tenne con il marito, Benoît de Boigne, un apprezzato salotto culturale a Parigi. Nel 1907 vengono pubblicati i suoi Ricordi.